# Bistum Isiro-Niangara
Das Bistum Isiro-Niangara (lateinisch Dioecesis Isirensis-Niangaraensis, französisch Diocèse d’Isiro-Niangara) ist eine in der Demokratischen Republik Kongo gelegene römisch-katholische Diözese mit Sitz in Isiro.

## Geschichte
Das Bistum Isiro-Niangara wurde am 18. Dezember 1911 durch Papst Pius X. aus Gebietsabtretungen der Apostolischen Präfektur Uélé als Apostolische Präfektur Ost-Uélé errichtet. Am 6. Mai 1924 wurde die Apostolische Präfektur Ost-Uélé durch Papst Pius XI. zum Apostolischen Vikariat erhoben. Das Apostolische Vikariat Ost-Uélé wurde am 14. Dezember 1926 durch Pius XI. mit der Apostolischen Konstitution Cum ex Apostolico in Apostolisches Vikariat Niangara umbenannt. Am 24. Februar 1958 gab das Apostolische Vikariat Niangara Teile seines Territoriums zur Gründung der Apostolischen Präfektur Doruma ab.
Das Apostolische Vikariat Niangara wurde am 10. November 1959 durch Papst Johannes XXIII. mit der Apostolischen Konstitution Cum parvulum zum Bistum erhoben und dem Erzbistum Kisangani als Suffraganbistum unterstellt. Am 23. März 1970 wurde das Bistum Niangara in Bistum Isiro-Niangara umbenannt.

## Ordinarien

### Apostolische Präfekten von Ost-Uélé
- Reginald van Schoote OP, 1912–1922[3]
- Emilio Rolin OP, 1922–1924

### Apostolische Vikare von Ost-Uélé
- Robert Constant Lagae OP, 1924–1926

### Apostolische Vikare von Niangara
- Robert Constant Lagae OP, 1926–1948
- François-Odon De Wilde OP, 1948–1959

### Bischöfe von Niangara
- François-Odon De Wilde OP, 1959–1970

### Bischöfe von Isiro-Niangara
- François-Odon De Wilde OP, 1970–1976
- Ambroise Uma Arakayo Amabe, 1976–1989
- Emile Aiti Waro Leru’a, 1989–1994
- Charles Kambale Mbogha AA, 1995–2001, dann Erzbischof von Bukavu
- Julien Andavo Mbia, 2003–2024
- Dieudonné Madrapile Tanzi (seit 2024)